# Estructura matemática
En varias ramas de las matemáticas, una estructura es un conjunto con operaciones y relaciones, o de manera más general, un tipo, consiste de objetos matemáticos que de cierta manera se adjuntan o relacionan con el conjunto, facilitando su visualización o estudio, proporcionando significado a la colección.

## Definición
Concretamente, una estructura matemática {\displaystyle S} es un conjunto 

{\displaystyle S=(\mu ,R_{1},R_{2},...R_{k})}

 donde 

{\displaystyle \mu =\{x,y,z,...\}}

 es el conjunto de objetos o elementos principales y {\displaystyle R_{1},R_{2},...R_{k}} son relaciones entre estos elementos. Una estructura matemática, también es conocida como sistema matemático.

## Lista parcial de posibles estructuras
- Medidas.
- Estructuras algebraicas: grupos, anillos, campos, módulo sobre un anillo, espacios vectorial sobre un campo, álgebra sobre un grupo, etc.
- Espacio topológico
- Espacios métricos (geometrías)
- Órdenes
- Relaciones de equivalencia
- categorías
- Sistemas numéricos

En ocasiones, un conjunto adquiere más de una estructura de forma simultánea, lo cual permite estudiarlo de una mejor forma. Por ejemplo, un orden induce una topología. Otro ejemplo es un conjunto que tenga la estructura de grupo y de espacio topológico, y cuando éstas se relacionan de cierta forma específica, el conjunto se convierte en un grupo topológico.
Los mapeos entre conjuntos que preservan estructura (de manera que las estructuras en el dominio correspondan a estructuras en el contradominio) son de especial interés en muchas áreas de las matemáticas. Ejemplos de ellos son los homomorfismos que preservan estructuras algebraicas, homeomorfismos que preservan estructuras topológicas y difeomorfismos que preservan estructuras diferenciales
Bourbaki sugiere una explicación del concepto de "estructura matemática" en su libro "Teoría de conjuntos" (Capítulo 4. Estructuras) y luego define sobre esa base, un concepto muy general de isomorfismo.

## Ejemplo: los números reales
El conjunto de números reales tiene varias estructuras estándar:
- orden: todo número es menor o mayor que cualquier otro número.
- estructura algebraica: las operaciones de multiplicación y división hacen del conjunto un campo.
- medida: los intervalos de la recta real tienen longitud específica, que puede ser extendida a una medida de Lebesgue en muchos de sus subconjuntos.
- métrica: existe la noción de métrica o distancia entre puntos.
- topología: existe la noción de conjunto abierto.

Existen relaciones entre ellas:
- El orden y, de forma independiente, la estructura métrica, inducen su topología.
- El orden y su estructura algebraica lo convierten en un campo ordenado.
- Su estructura algebraica y su topología lo convierten en un grupo de Lie, una especie de grupo topológico.